# تطهير القولون

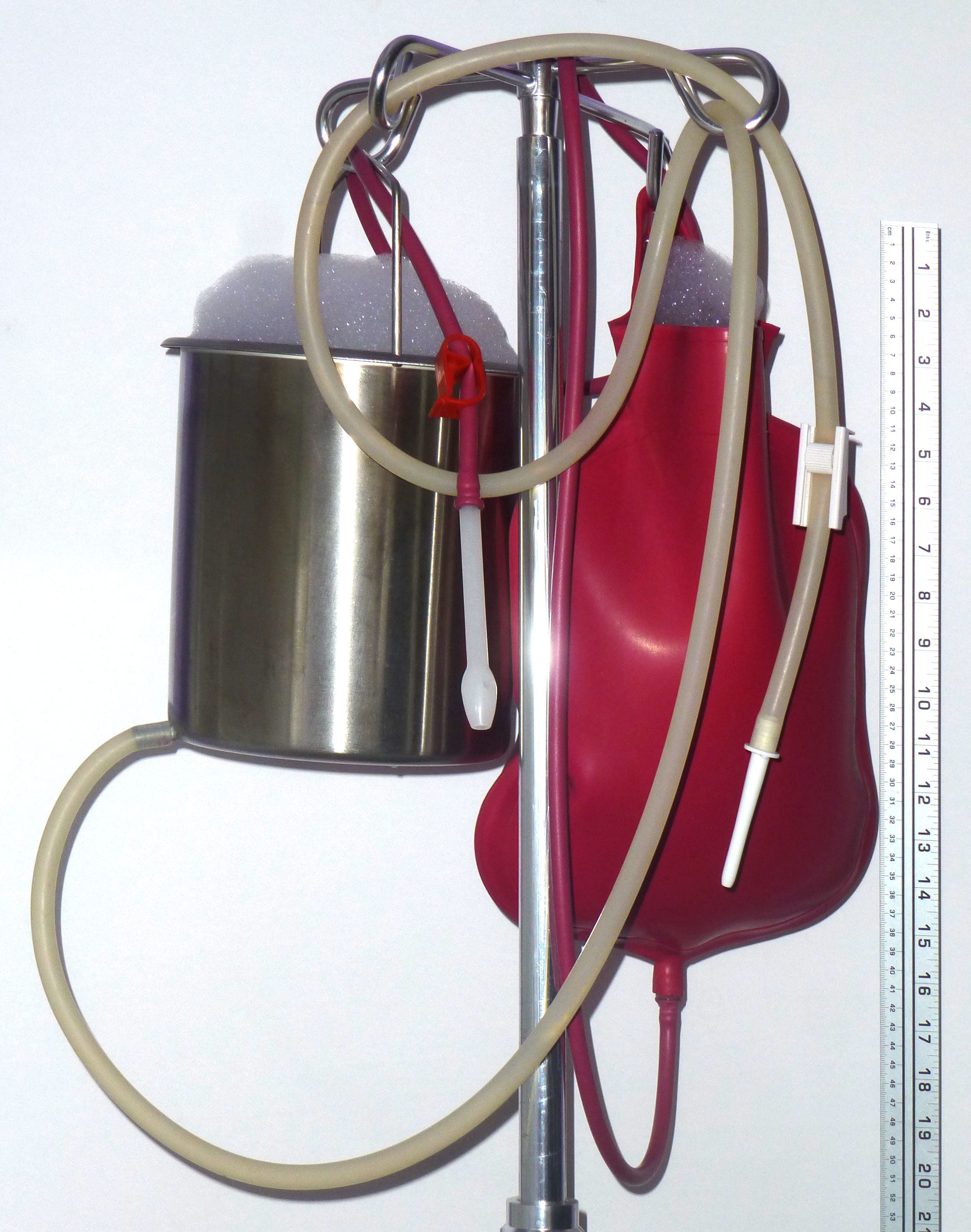
حقنة شرجية يستخدم فيها الصابون للتخلص من الفضلات داخل القولون

تطهير القولون (بالإنجليزية: Colon cleansing)‏ و يشمل عددا من العلاجات البديلة لإزالة «السموم» الغير محددة من القولون والأمعاء. وقد تسمى هذه العلاجات إعلاميًا بتطهير القولون أو المعالجة المائية للقولون، أو ريّ القولون. وقد تصاعدت معدلات التسويق للمنتجات التي تؤخذ عن طريق الفم بهدف تطهير القولون عبر الانترنت بدءًا من عام 2000 بشكل واضح.
وتُعد الحقن الشرجية أحد أشكال هذه العلاجات البديلة، حيث يتم ضخ كميات كبيرة من الماء، وأحيانًا الماء المخلوط بالأعشاب في القولون عن طريق المستقيم باستخدام معدات خاصة. وتندرج أيضًا بعض الأغذية تحت مسمى المواد المطهرة للقولون ومنها الألياف الغذائية والأعشاب والمكملات الغذائية، أو الأدوية المُسهِلة. ويعتقد الأشخاص الممارسون لعمليات تطهير القولون أن البراز المتراكم داخل القولون يمكنه أن يبطن جدران الأمعاء الغليظة، وأن هذه التراكمات تؤوي الطفيليات المسببة للأمراض مما يسبب أعراضًا غير محددة واعتلال الصحة بشكل عام.
وحتى اليوم لا يوجد دليل علمي يدعم الفوائد المزعومة لتطهير القولون. بل وارتبطت بعض إجراءات تطهير القولون كالحقن الشرجية بعدد من حالات النوبات القلبية واختلال توازن الإلكتروليتات داخل الجسم، بالإضافة إلى حالات العدوى أو إصابات الأمعاء التي قد تتسبب بها الآلات. كما أن تكرار عملية تطهير القولون يمكن أن يؤدي إلى الاعتماد على الحقن الشرجية للتبرز، والاستمرار في تعاطي بعض الأعشاب قد يقلل من فعالية بعض الأدوية.